# (10450) Girard
(10450) Girard – planetoida z pasa głównego asteroid okrążająca Słońce w ciągu 3 lat i 245 dni w średniej odległości 2,38 j.a. Została odkryta 6 maja 1967 roku w Obserwatorium Féliksa Aguilara przez Carlosa Cesco i Arnolda Klemolę. Nazwa planetoidy pochodzi od Terrenca Girarda (ur. 1957), pracownika Yale University Astronomy Department odpowiadającego za rozwój wyspecjalizowanego oprogramowania astrometrycznego. Przed nadaniem nazwy planetoida nosiła oznaczenie tymczasowe (10450) 1967 HA.